# Tourigo
Tourigo ist ein Ort und eine ehemalige Gemeinde (Freguesia) im portugiesischen Kreis Tondela. Die Gemeinde hatte 512 Einwohner (Stand 30. Juni 2011).
Am 29. September 2013 wurden die Gemeinden Tourigo und Barreiro de Besteiros zur neuen Gemeinde União das Freguesias de Barreiro de Besteiros e Tourigo zusammengeschlossen.